# David X. Cohen

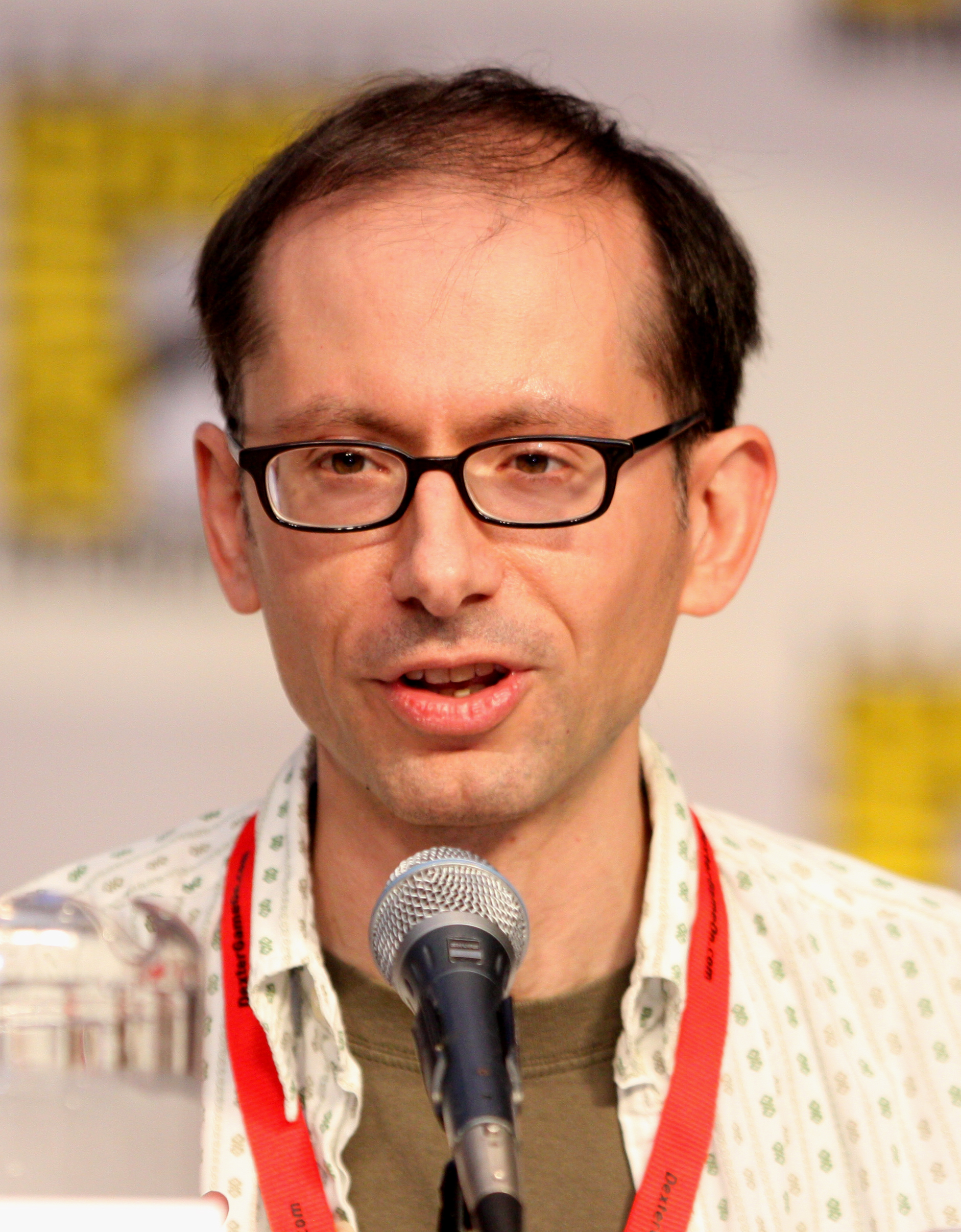
Cohen auf der San Diego Comic Con 2010

David X. Cohen (eigentlich David Samuel Cohen; * 13. Juli 1966 in Long Island, New York) ist ein US-amerikanischer Drehbuchautor und Filmproduzent.

## Leben
Mit Beginn der Serie Futurama, die er zusammen mit Matt Groening entwickelte, trat er in die Autoren-Gewerkschaft Writers Guild of America ein. Da dort aber schon ein David S. Cohen registriert und jeder Name nur einmal erlaubt war, musste er seinen Namen ändern. Das „X“ wählte er, da es seiner Meinung mehr nach Science Fiction klang und durch das „X“ mehr Aufmerksamkeit erregen würde.
Bevor er anfing, professionell als Autor zu arbeiten, machte er einen Abschluss in Informatik und Physik an der Universität von Kalifornien in Berkeley, wo er sich mit der Betrachtung des Verbrannte-Pfannkuchen-Sortierproblems einen Namen machte. Da er daran jedoch keinen Gefallen finden konnte und schon früher gerne kleine Comics geschrieben und gezeichnet hatte, entschied er sich für das Schreiben. Nach einem Jahr Arbeitslosigkeit bekam er einen Job und schrieb einige der ersten Episoden zu Beavis and Butt-Head. Später fing er dann an, für Die Simpsons zu schreiben.
Nach fünf Jahren Autorschaft für Die Simpsons bot ihm Matt Groening die Mitarbeit an Futurama an. Dort arbeitete er als ausführender Produzent und Hauptautor. Er ist seit 2018 auch an der Serie Disenchantment beteiligt.